# Trathala hartii
Trathala hartii är en stekelart som först beskrevs av William Harris Ashmead 1895.  Trathala hartii ingår i släktet Trathala och familjen brokparasitsteklar. Inga underarter finns listade i Catalogue of Life.